# Tasty
Tasty é o terceiro álbum de estúdio da cantora Kelis, lançado a 5 de Dezembro de 2003.

## Faixas
1. "Intro" – 1:30
2. "Trick Me" (Dallas Austin) – 3:26
3. "Milkshake" (Pharrell Williams, Chad Hugo) – 3:02
4. "Keep It Down" (Austin, Lonnie Lynn, Dion Wilson) – 3:26
5. "In Public" (com Nas) (Dana Stinson, Kelis Rogers) – 4:25
6. "Flashback" (Williams, Hugo, Rogers) – 3:25
7. "Protect My Heart" (Williams, Hugo) – 4:24
8. "Millionaire" (com André 3000) (André Benjamin, Rogers, Douglas Davis, Ricky Walters) – 3:44
9. "Glow" (com Raphael Saadiq) (Raphael Saadiq, Glenn Standridge, Bobby Ozuna, Kelvin Wooten, Taura "Aura" Jackson) – 4:00
10. "Sugar Honey Iced Tea" (Williams, Hugo) – 3:23
11. "Attention" (com Raphael Saadiq) (Saadiq, Standridge, Ozuna, Wooten, Rogers) – 3:24
12. "Rolling Through the Hood" (Williams, Hugo) – 4:45
13. "Stick Up" (Damon "Grease" Blackmon, Rogers) – 3:51
14. "Marathon" (Saadiq, Standridge, Ozuna, Wooten, Rogers) – 4:35

## Tabelas
| Tabela (2003)          | Posição |
| ---------------------- | ------- |
| Billboard 200          | 27      |
| Top R&B/Hip-Hop Albums | 7       |
| Comprehensive Albums   | 27      |

## Créditos
- Kelis – Vocal
- André 3000 – Bateria, teclados
- Greg "Ruckus" Andrews – DJ
- Jake and the Phatman – Percussão, bateria
- Kevin Kendricks – Piano, teclados
- Tony Reyes – Guitarra, vocal de apoio
- Raphael Saadiq - Baixo, guitarra, vocal
- Kelvin Wooten – Piano, teclados, sitar